# Juan Páez de Castro
Juan Páez de Castro "Paccius" (c.1512–1570) was een Spaanse jezuiet en biechtvader van koning Filips II van Spanje
Opgeleid in Alcalá de Henares aan de Universidad Complutense, in Salamanca aan de Universidad de Salamanca en in Bologna aan de  Università di Bologna, beheerste hij perfect de antieke talen, het Grieks en het Latijn.
In opdracht van Karel V reisde hij naar Italië als adviseur van Diego Hurtado de Mendoza en werd daar in 1547 priester gewijd. Zijn reis bracht hem ook in de Nederlanden. Op die reis kreeg hij de gelegenheid om de Italiaanse bibliotheken te leren kennen en ging hij hun enorme belang naar waarde schatten. Zo was hij een van de eersten die het belang van een koninklijke bibliotheek inzag en deed een voorstel in die zin aan Philips II bij diens troonsbestijging in 1556. Dit leidde tot het oprichten van de koninklijke bibliotheek van het Escorial. In 1555 was hij door Karel V benoemd tot officieel kroniekschrijver.